# فيونا هاتشيسون
فيونا هاتشيسون (بالإنجليزية: Fiona Hutchison)‏ هي ممثلة أمريكية، ولدت في 17 مايو 1960 في ميامي في الولايات المتحدة.

## أعمال

### مسلسلات
- غايدنغ لايت

## وصلات خارجية
- فيونا هاتشيسون على موقع IMDb (الإنجليزية)
- فيونا هاتشيسون على موقع قاعدة بيانات الفيلم (الإنجليزية)